# Lou (Pascale Geille)
Pour les articles homonymes, voir Lou.
Ne doit pas être confondu avec Lou Jean ou Lou (chanteuse allemande).
Lou, pseudonyme de Pascale Geille, est une auteure-compositrice et interprète française de la scène musicale indépendante.

## Biographie
Danseuse classique depuis son enfance, chorégraphe pour des chanteurs, puis chanteuse leader d'un groupe de new-wave français dans les années 1980, Lou enregistre un premier album solo sur une major du disque en 1991, pour lequel elle n'écrit encore que les textes. Elle va ensuite auto-produire, quatre albums de chansons.
Musique aux climats singuliers, paroles sobres et voix limpide ; album après album, Lou s'est construit un univers très particulier dans la chanson en français. Lou, en une sorte d'art brut, compose et écrit seule, pré-enregistre ses boucles, ses arpèges et sa voix ; elle conçoit et réalise ses propres vidéos musicales comme des objets d'art à part entière. Sur scène, elle a participé au Printemps de Bourges, à L'Olympia en première partie de Jacques Higelin, au Divan du Monde, à l'Alhambra, au Café de la Danse, aux Trois Baudets, à La Maison de La Poésie à Paris, dans des Galeries d'Art contemporain, programmée dans plusieurs éditions du Festival C'est Dans la Vallée (initié par Rodolphe Burger). 
Pascal Bouaziz (auteur et leader du groupe Mendelson) fait appel à Lou à la manière d'un double vocal, pour faire les chœurs sur son premier album solo : Haïkus (Ici-D'ailleurs, 2016).
Elle a collaboré pour deux de ses albums, avec le producteur studio Dimitri Tikovoï,. On y trouve un duo chanté avec l'artiste Anglais Michael J Sheehy, et la participation aux mixages de Paul Kendall.
Lou reçoit le Prix Qwartz du meilleur album de musique électronique pour son album Des hauts et des Bas[réf. nécessaire] (2002). Elle est pour l'occasion, l'invitée de Didier Varrod, pour une heure dans son émission Électron Libre sur France Inter[réf. nécessaire].

## Auteure
Lou est auteure pour d'autres interprètes :
- Tabou, pour Guesch Patti, sur l'album Blonde, sorti en 1995, elle en écrit les paroles et la musique en collaboration avec Dimitri Tikovoï.
- Chaos, pour Michel Peteau, sur son album solo.
- Le temps d'une vie, Le sixième sens, Dis les moi, La nuit des temps, pour David Hallyday sur l'album Le Temps d'une Vie paru en 2016. (Polydor).
- Mes sentiments, Nouvel Amour, pour Filip Chrétien (albums Les Traces et Devant).
- Le Bruit qui court, pour Frédéric Lo figure sur l'album Hallelujah (WaterMusic - 2019.

## Scène, cinéma, théâtre
- Un premier rôle dans le film Ballade à Blanc en 1981 de Bertrand Gauthier (présenté à Cannes dans la sélection Perspectives)

.
- Lou apparaît au côté de Jean-Pierre Léaud dans une scène du film Le Pornographe[7] de Bertrand Bonello.
- Elle participe aussi à L'Appollonide (Bertrand Bonello), sorti en 2011.
- Elle a joué le rôle de Junie dans Britannicus la tragédie de Racine au théâtre, (mise en scène Bernard Pisani) en 1984.